# Bob Wallagh
Gerrit Hartog Bob Wallagh (Amsterdam, 31 oktober 1907 - aldaar, 14 augustus 1967) was een Nederlands journalist, radiopresentator en auteur. 
Na de Tweede Wereldoorlog presenteerde hij samen met Jan Boots de populaire radioshow Hersengymnastiek, waarbij beide heren om assistentie vroegen met de vraag: "Hoe is de stand, Mieke?".
Hij schreef vele boeken, waaronder de romanserie over keizerin Sissi, een serie over de Duitse bezetting Nacht Over Nederland 1940-1945, Journalistieke Reportage Van Vijf Bezettingsjaren (met Max Adriani Engels, 1945) en een biografie over Brigitte Bardot.
Hij schreef ook onder het pseudoniem Gerard van den Amstel o.m. Terug naar den Olympus. Over goden en helden, bij Grieken en Romeinen (1942; herziene druk in 1953 als Terug naar de Olympus. Goden- en heldensagen uit de klassieke oudheid).
Voor zijn roman In de Trou (1941) werd hij beschuldigd van het plegen van plagiaat uit de Portretten van Joseph Alberdingk Thijm. 
- Nederlandse Thesaurus van Auteursnamen: 070677069
- Virtual International Authority File: 306163555
- WorldCat: E39PBJdcv6YQKjdk4WP6DWc773